# Celso Otero
Celso Otero Quintás (né le 1er février 1959 à Montevideo en Uruguay) est un footballeur international uruguayen qui évoluait au poste de gardien de but.

## Biographie

### Carrière en club
Celso Otero joue principalement en faveur du Montevideo Wanderers et de l'Atlético Rentistas.
Il dispute 15 matchs en Copa Libertadores.

### Carrière en sélection
Celso Otero reçoit une sélection en équipe d'Uruguay lors de l'année 1988.
Il figure dans le groupe des sélectionnés lors de la Coupe du monde de 1986. Lors du mondial organisé au Mexique, il ne joue aucun match.

### Carrière d'entraîneur
Il dirige brièvement l'équipe d'Uruguay lors des éliminatoires du mondial 2018 (deux victoires et une défaite). À noter, lors de son passage à la tête de l'équipe nationale, une large victoire contre la Colombie (3-0).

## Palmarès
Club Nacional
- Championnat d'Uruguay :
  - Vice-champion : 1978 et 1979.